# Trigant Burrow
Nicholas Trigant Burrow (* 7. September 1875 in Norfolk, Virginia; † 24. Mai 1950 in Westport, Connecticut) war ein US-amerikanischer Psychoanalytiker, Psychiater, Psychologe und – neben Joseph H. Pratt und Paul Schilder – Begründer der Gruppenanalyse. Er führte den Begriff Neurodynamik (englisch neurodynamics) ein und zählte 1911 zu den Mitbegründern der American Psychoanalytic Association (APsaA).

## Leben und Werk
Trigant Burrow war das jüngste von vier Kindern einer gut situierten französischstämmigen Familie. Sein Vater John W. Burrow (1836–1896) war ein unabhängig denkender Zeitgenosse protestantischen Glaubens, seine Mutter Anastastice W. Devereux (1838–1925) hingegen eine engagierte Katholikin.
Er studierte zuerst Literatur an der Fordham University, dann Medizin an der University of Virginia (Promotion zum Medical Doctor (MD) im Jahr 1900), schließlich Psychologie an der Johns Hopkins University (Ph.D., 1909). Burrow war mit Emily Sherwood Bryan (1875–1951) verheiratet; das Paar hatte zwei Kinder.
Während er am New York State Psychiatric Institute arbeitete, wurde er – in der Pause einer Theateraufführung – zwei europäischen Ärzten vorgestellt, die sich gerade auf einer Vorlesungsreise durch die Vereinigten Staaten befanden: Sigmund Freud und Carl Gustav Jung. Noch im selben Jahr ging Burrow mit seiner Familie nach Zürich, um sich ein Jahr lang von Jung analysieren zu lassen (Lehranalyse). Nach seiner Rückkehr praktizierte er bis 1926 als Psychoanalytiker in Baltimore. Am 9. Mai 1911 gründete er gemeinsam mit Ernest Jones, Adolf Meyer, James Jackson Putnam u. a. m. die American Psychoanalytic Association, als deren Präsident er 1925 fungierte. 1926 gründete Burrow die The Lifwynn Foundation for Laboratory Research in Analytic and Social Psychiatry und publizierte sein erstes großes Werk, The Social Basis of Consciousness.
Bis zu seinem Tod wirkte Burrow als Forschungsdirektor der Stiftung und widmete sich insbesondere den physiologischen Grundlagen harmonischen Miteinanders und rivalisierenden Gegeneinanders innerhalb von Gruppen und Gesellschaften, aber auch zwischen Staaten. Seine hirnelektrischen Messungen und die Befassung mit spezifischen Augenbewegungen machten ihn zum Vordenker und Wegbereiter der Neuropsychotherapie und von Traumatherapien, wie der EMDR.

## Gründer der Gruppenanalyse
1921 ließ er sich selbst von einem seiner Lehranalysanden, Clarence Shields, analysieren. Der Schüler hatte das Autoritätsgefälle der Analyse kritisiert und von seinem Lehrer Aufrichtigkeit eingefordert. Burrow empfand es als Schock, als er realisierte, „(...) daß, in individueller Anwendung, analytische Haltung und autoritäre Haltung untrennbar voneinander sind.“ Im Rollentausch von Analytiker und Patient wurde schließlich deutlich, dass beide blinde Flecken, gesellschaftliche Konventionen und massive Abwehr zeigten. Diese Verzerrung der analytischen Arbeit war in den Augen von Trigant Burrow unabdingbar auf die analytische Zweierbeziehung zurückzuführen. Klärungsarbeit und die Verminderung neurotischer Verschiebungen von Gefühl und Wahrnehmung schienen ihm und Clarence Shields nur in der Gruppenkonstellation möglich. Die beiden baten frühere Patienten, Verwandte und Kollegen, unter ihnen den Schweizer Psychiater Hans Sÿz, an Gruppensitzungen teilzunehmen. Trigant Burrow prägte den Begriff Gruppenanalyse und schrieb drei grundlegende Texte, die zwischen 1924 und 1927 in der Originalsprache erschienen.
Daraufhin distanzierte sich Freud von Burrow. Der Hauptbegründer der Psychoanalyse bezeichnete Burrows Texte als „wirre Faselei“. Freud hatte die Behandlung auf der Couch u. a. deshalb institutionalisiert, weil ihn der ständige Augenkontakt mit einem einzelnen Patienten bzw. einer einzelnen Patientin belastete und irritierte. In einer – im Kreis sitzenden – Gruppe hingegen war der Analytiker der direkten Aufmerksamkeit aller Anwesenden ausgesetzt. Diese Behandlungsmethode erschien Freud untragbar. Dazu kam sicherlich auch Freuds Bruch mit C. G. Jung im Jahr 1913.

## Psychoanalyse als Sozialwissenschaft
Aus der Überzeugung heraus, dass die Psychoanalyse zur Gruppenanalyse weiterentwickelt werden müsse, entwickelte Burrows sein Konzept der Psychoanalyse als Sozialwissenschaft. Während die analytische Zweierbeziehung subjektiv verhaftet und von Abwehr gekennzeichnet ist, studieren alle Teilnehmer der Gruppe die offenkundig vor sich gehenden emotionalen Prozesse, indem sie ihre unterschiedlichen Wahrnehmungen austauschen und analytisch konsensuell identifizieren. Nur in der Gruppe tritt – in der Pluralität der Positionen – sozusagen die Wahrheit ans Licht, nur in der Gruppe können gesellschaftsweit präsente Abwehrmechanismen sichtbar werden.
Auch in kulturtheoretischer Hinsicht geriet Burrow aufgrund seiner Erkenntnisse in Gegenposition zu Freud. Denn Burrow vertrat die Auffassung, dass die Menschheit zivilisatorisch sich von einem Zustand relativer Harmonie wegentwickelt hatte – hin zum Kampf jeder gegen jeden, mit Betonung der Gegensatzpaare richtig/falsch und gut/schlecht. Diese destruktive interpersonelle Dynamik wollte Burrow mit der Gruppenanalyse wahrnehmbar machen und verringern, um sie dann zur „Phyloanalyse“ (Gattungsanalyse, d. h. „Analyse gesellschaftsweit vorhandener pathologischer Beziehungsstrukturen“) zu verdichten. Dieter Sandner hat in mehreren Aufsätzen nachgewiesen, dass „zwei Klassiker der Gruppenanalyse“, S. H. Foulkes und Alexander Wolf, wesentliche Anregungen von Burrow übernahmen und implementierten.
Die Burrow-Rezeption verdichtet sich zunehmend seit Beginn der 90er Jahr des vorherigen Jahrhunderts. Von besonderer Bedeutung sind hierbei die Veröffentlichungen der italienischen Psychoanalytikerin Edi Gatti Pertegato auf Englisch, insbesondere ihre gemeinsam mit Giorgio Orghe Pertegato verfasste Monographie über die Entstehung der Gruppenanalyse aus der Psychoanalyse im Werk von Burrow von 2013.

## Ziel
Burrow definiert das Bedürfnis, „die Arbeit meines Lebens dem Bemühen zu widmen, das beizutragen, was mir möglich war, den Funken zu entfachen, der notwendig war, die Natur abnormer seelischer Zustände zu erhellen.“

## Wichtige Publikationen
- The Social Basis of Consciousness. London 1927.
- The Structure of Insanity. (A Study in Phylopathology). London 1932.

- deutsch: Die Struktur der Geisteskrankheit: Eine Studie in Phytopathologie. Aus d. Engl. übers. von Miriam Bredow. Leipzig : G. Thieme 1933

- The Biology of Human Conflict. New York 1937.
- The Neurosis of Man. London 1949.
- Science and Man's Behavior. New York 1953.
- The Structure of Insanity. The selected letters of Trigant Burrow with biographical notes, New York 1958.
- Preconscious Foundations of Human Experiences. New York, London 1964.

## Grundlegende Texte zur Gruppenanalyse
- (1926) Die Gruppenmethode in der Psychoanalyse. Imago 12, S. 211–222.
- (1928) Die Laboratoriumsmethode in der Psychoanalyse, ihr Anfang und ihre Entwicklung. Intern. Zeitschrift für Psychoanalyse: 14, S. 375–386
- (1998) Das Fundament der Gruppenanalyse oder die Analyse der Reaktionen von normalen und neurotischen Menschen. Lucifer-Amor: 11/21, S. 104–113

## Sekundärliteratur
- Dieter Sandner: Die Begründung der Gruppenanalyse durch Trigant Burrow. Seine Bedeutung für die moderne Gruppenanalyse. In: Alfred Pritz, Elisabeth Vykoukal (Hrsg.): Gruppenpsychoanalyse. Theorie – Technik – Anwendung. 2. veränderte Auflage. Facultas, Wien 2003, ISBN 3-85076-578-4, (Bibliothek Psychotherapie 10), S. 135–160.
- Dieter Sandner: Trigant Burrow. In: Gerhard Stumm u. a.: Personenlexikon der Psychotherapie. Springer, Wien u. a. 2005, ISBN 3-211-83818-X, S. 79–81.
- Dieter Sandner: Rezension von  Edi Gatti Pertegato: From Psychoanalysis to Group Analysis, The Pioneering Work of Trigant Burrow. London, Karnac, 2013 In: Gruppenpsychotherapie und Gruppendynamik 50, 2014, Göttingen, Vandenhoeck&Ruprecht, S. 182-185.
- Edi Gatti Pertegato: Trigant Burrow and Unearthing the Origin of Group Analysis, Group Analysis 32, 1999, S. 269-284.
- Edi Gatti Pertegato, Giorgio Orghe Pertegato: From Psychoanalysis to Group Analysis, the Pioneering Work of Trigant Burrow. London, Karnac 2013.